# Le divan de Staline
Le divan de Staline ist ein französisches Filmdrama aus dem Jahr 2017, das auf einem Roman von Jean-Daniel Baltassat basiert. In der Rolle des Josef Stalins ist Gérard Depardieu zu sehen. Regie führte Fanny Ardant, die auch das Drehbuch verfasste.

## Handlung
Der Film handelt von den einem fiktiven verlängerten Wochenende, das Stalin auf Rat seiner Ärzte zur Erholung hätte verbringen sollen. Wegen einer Couch (französisch: Divan) im Zimmer Stalins befassen sich Stalin und seine Mätresse Lidia mit Stalins Träumen und der Traumdeutung nach Freud.
Ebenfalls zugegen ist ein Bildhauer, der ein Denkmal erstellen sollte und durch die Mühlen des KGB gedreht wird. Das Aufeinandertreffen der drei Personen führt zu einer von Macht und Angst diktierten Dreiecksgeschichte.

## Produktion
Nach eigenen Angaben spielte Gérard Depardieu die Rolle des Stalins so, wie er die Person den Forschungen von Lilly Marcou nach verstanden hatte mit einem gewissen Mass an Paranoia.